# Сокото
Сокото е един от 36-те щата на Нигерия. Площта му е 31 041 квадратни километра, а населението – 4 998 100 души (по проекция за март 2016 г.). Създаден е на 3 февруари 1976 г. Щатът е разделен допълнително на 23 местни правителствени зони. Намира се в часова зона UCT+1.